# Kriegsgefangenenlager Koje
Das Kriegsgefangenenlager Koje (Geoje) befand sich während des Koreakriegs auf der in moderner Umschrift als Geojedo bezeichneten Insel, vor der Südspitze der koreanischen Halbinsel etwa vierzig Kilometer Luftlinie von Pusan entfernt.
Untergebracht waren im “UN prisoner of war camp No. 1” tausende nordkoreanische und chinesische Soldaten, die den unter dem Kommando des US-Militärs stehenden Truppen der UNO in die Hände gefallen waren. Es wurden auch etliche Zivilisten interniert. Eine Verbringung der bei der Schlacht um den Busan-Perimeter gefangenen Soldaten nach Okinawa oder andernorts wurde als zu teuer abgelehnt. Als Bewacher waren anfangs die Soldaten des US 27th Infantry Regiment eingesetzt.

## Lager
Das Lager bestand vom 27. Nov. 1950 bis nach der Unterzeichnung des Waffenstillstands am 27. Juli 1953. Bereits Ende 1950 saßen in Pusan 135.000 Gefangene, davon 6000 Verwundete ein. Diese wurden sukzessive nach Koje verlegt, wo aus einer anfänglichen Zeltstadt das Lager entstand. In Pusan blieben knapp 16.000 Gefangene, primär im Hospital und Frauen. Am Höhepunkt waren in Koje 173.000 Gefangene untergebracht, davon rund 150.000 Nordkoreaner (davon ca. 3.000 Rekruten jünger als 17 Jahre), 20.000 Chinesen und 3.000 Frauen.
Anfang Februar 1953 befanden sich noch 47.250 nordkoreanische Gefangene im Lager. Rund 35.000 Nordkoreaner wurden am 18. Juni 1953 nach Südkorea entlassen, die verbliebenen ca. 9.000 Anfang August per Bahn repatriiert.
In der Nähe des 385 km² großen Geländes entwickelte sich schnell eine Ansiedlung, die schließlich 8000 Einwohner hatte. Der Schwarzhandel durch den schlecht bewachten Zaun blühte.
Anfangs, bis September 1951 wechselten die Kommandanten häufig, fast monatlich, bis Maurice J. Fitzgerald übernahm. Die Anlage des Camps war so, dass es intern nur in wenige, größere Blöcke bzw. Abteilungen (Compounds) gab. Wachen standen nur um den äußeren Zaun. Die einzelnen angelegten Abteilungen, mit jeweils einem Tor, hatten eine Größe von je 100 Acres (0,4 km²) und sollten 700–1200 Kriegsgefangene aufnehmen. Im ersten Winter waren die meisten Insassen nur in 50-Mann-Zelten untergebracht. Geschlafen wurde auf Strohmatten am Boden. Mit zunehmender Kriegsdauer wurde die Belegung stark erhöht, ohne die Zahl der Wachen anzupassen. Das Lager war seit Ende 1951 etwa fünffach überbelegt, die Zustände miserabel, was auch in den Berichten des IKRK kritisiert wurde.

### Repatriierung und „Umerziehung“
Ab Februar 1952 hatte man, auf Vorschlag von U. Alexis Johnson (Stellvertreter des “Assistant Secretary of State” für Ostasien), geplant die Gefangenen auf ihre Heimkehrwilligkeit zu prüfen, ohne denjenigen die im „freien Süden“ bleiben wollten jedoch konkrete Versprechen zu machen. Dieses Screening begann am 11. April 1952. Bis 19. April wurden, von bewaffneten Verhörteams, in 22 Abteilungen des Lagers, über 106.000 Gefangene befragt. Letztere waren während der „Anhörung“ in der Regel gefesselt und wurden geschlagen, sie sollten fürderhin auf südkoreanischer Seite kämpfen. General Yount, zuständig für das gesamte Kriegsgefangenenwesen ordnete an, dass die Gefangenen, die eine Heimkehr nicht wollten, verlegt werden sollten. Ein Berichterstatter des IKRK stellte fest, dass etwa die Hälfte der durch Prügel Überzeugten ihre Meinung wieder änderten und nicht der Diktatur Rhee Syng-mans dienen wollten.
Seit Januar 1952 wurden die Gefangenen gezielt anti-kommunistischer Propaganda ausgesetzt, man bot hierbei auch Englischkurse an.

### Unruhen
Dies führte zu ersten Unruhen am 18. Februar 1952. Die 6500 Insassen von Compound 62 forderten geschlossen ihre Repatriierung nach Nordkorea. Wachmannschaften der 27th Infantry, versuchten einen südkoreanischen Kameraden zu befreien. Etwa 1500 Gefangene hatten ihn in ihre Gewalt gebracht, von diesen wurden 75 bei der Befreiung getötet und 139 verletzt. Die Amerikaner beklagten einen Toten und 22 Verwundete. Schon am 20. ernannte man Brigadegeneral Francis Dodd, der wenig Erfahrung in Asien hatte, mit seinem Vorgänger Colonel Maurice J. Fitzgerald nun als Stellvertreter, zum neuen Kommandanten. Fitzgerald plante die nicht umgesetzte Operation Spreadout, demgemäß insgesamt 82.000 Kriegsgefangene und Zivilinternierte auf andere Lager verteilt werden sollten.
Im Bereich des Compound 76 kam es am 13. März 1952 zu Steinwürfen auf die Bewacher. Diese schossen scharf zurück und töteten zwölf, nach anderen Angaben 22, Insassen. Hinzu kamen 26 Verwundete. Die Wachmannschaft des Lagers wurde daraufhin durch das amerikanische 38th Infantry Regiment aufgestockt. Zugleich wurden auch vermehrt Südkoreaner als Wachen eingesetzt; viele zeichneten sich in ihrer antikommunistischen Wut durch besondere Gewaltbereitschaft aus.
Ab Juli 1952 wurden die ersten 27.000 „Zivilisten,“ in sechzehn Gruppen, dem südkoreanischen Regime ausgeliefert. In amerikanischen Unterlagen wurden die Rückkehrwilligen (nach Nordkorea) als „diehard communists“ bezeichnet. Im Oktober 1952 wurden rund 38.000 Insassen zu Zivilisten umklassifiziert, von denen 7000 auf ihre Heimkehr pochten. Sie wurden jedoch sämtlich dem Diktator ausgeliefert. Dies geschah vor allem, weil Kommandant Boatner das Lager von Nicht-Soldaten geleert haben wollte. Im Süden geborenen Koreaner, die in den Norden repatriiert werden wollten verlegte man ins Lager auf der Insel Pongnam.
Im Compound 95 kam es am 13. April zu einem weiteren Zwischenfall, bei dem drei Gefangene starben und sechzig verletzt wurden. Ein amerikanischer Offizier stoppte einen Ausbruchsversuch mit einem auf seinem Jeep montierten MG.
Am 29. April wurde der Oberstleutnant der Militärpolizei Wilbur Raven, während eines Streits um die Zigarettenzuteilung, kurze Zeit als Geisel genommen.
Ein offener Brief, unterzeichnet von 6223 Inhaftierten, der am 23. Mai aus dem Lager geschmuggelt wurde und die haarsträubenden Zustände anprangerte, wurde am 8. Juni 1952 im Radio verlesen.

### Massaker
Bereits am 15. Aug. 1951 drangen amerikanische Unteroffiziere in einen Block mit Zivilinternierten ein, die ihren Nationaltag feierten. Es kam auch zu Vergewaltigungen hier einsitzender Frauen. Es wurden an diesem Tage 125 Gefangene verletzt oder getötet.

#### Compound 76
Kommandant Dodd wurde am 7. Mai von den 6500 nordkoreanischen Gefangenen des Compound 76 als Geisel genommen. Vernünftigerweise setzte Brigadegeneral Charles Colson nur Tränengas und andere nicht-tödliche Mittel ein. Nachdem Colson schriftlich eingestanden hatte, dass es durch die Bewacher zu Misshandlungen gekommen war und diese fürderhin nicht mehr vorkommen würden, ließ man Dodd am 10. frei.
Nach der folgenden Untersuchung wurden diejenigen Offiziere, die die Vorgaben des Artikels 13 bzw. 42 der Genfer Konvention eingehalten hatten, also sowohl Dodd als auch Colson zunächst freigesprochen. Auf Anordnung Clarks von einem anderen Tribunal dann jedoch zum Oberst degradiert und baldmöglichst pensioniert. Auch Yount erhielt eine Verwarnung.
General James A. Van Fleet verbot jegliche Berichterstattung, während zugleich gegen den „harten Kern“ im Bereich der Compounds 76, 77 und 78 Kriegswaffen aufgefahren wurden. Angeordnet wurde das weitere gewaltsame Vorrücken gegen die „Kommunisten“ im und um Compound 76 von den amerikanischen Generälen Matthew Ridgway und dessen genau zu dieser Zeit angetretenen Nachfolger Mark W. Clark sowie dem am 13. kurzfristig zum Lagerkommandanten ernannten “Bull” Boatner. Stellvertreter des letzteren wurde Col. Harold Taylor. Die aus Japan schnell angeforderte 187 Airborne RTC (Regimentskampfgruppe) sollte die Bewachung der Compounds 76, 77, 78, 80 und eines Frauenlagers übernehmen. Dazu kam ein britischer Trupp für Compound 66.
Boatner befahl, unter Einsatz von „maximum force“, am 10. Juni die Verlegung der vom 187 RTC bewachten Gefangenen. Der koreanische Blockälteste, Taejwa Lee Hak-Ku und sein Politoffizier Hong Chol verweigerten dies, so dass es beim Eindringen der Amerikaner zu Schlägereien kam. Nach zwei Stunden wurden Panzer in den Bereich geschickt. Gegen die unbewaffneten Gefangenen wurden nicht nur mit einfachen Infanteriewaffen vorgegangen, man tötete die allenfalls mit hausgemachten Schlaginstrumenten sich wehrenden auch mit Maschinengewehren und Flammenwerfern. Offiziell gezählt wurden 43 Tote und 139 Verwundete auf Seite der Koreaner. Ein Amerikaner wurde erstochen, dreizehn verletzt.
Bei Durchsuchungen des letztendlich geräumten Compound 76 fanden sich mehr behelfsmäßige Waffen, in anderen Bereichen entdeckte man weitere Leichen, die US-Propaganda sprach von „ermordeten Antikommunisten“, Tunnels und Pläne das Lager am 20. Juni zu übernehmen.
Die Vorgänge wurden mehrere Monate geheim gehalten.

#### Weitere Vorfälle
Es kam weiterhin zu zahlreichen Todesfällen, nach offiziellen amerikanischen Berichten wurden alleine im August 128 Gefangene getötet, im September waren es 97. Als Gründe wurden u. a. angegeben: „Auf der Flucht erschossen,“ „herumlungern“ oder „singen kommunistischer Lieder“. Auch stieg die Zahl der „Selbstmorde,“ fast immer durch Erhängen, rapide an. Im Oktober wurden bei Verlegungen 26 Gefangene verletzt, 75 getötet. Zeitgenössische Zeitungsberichte beschreiben das Lager als „befriedet,“ was vor allem den von Boatner aufgebotenen 20 M46-Panzern (5 mit Flammenwerfern) und weiteren 50 gepanzerten Fahrzeugen geschuldet war. Im gesamten Lager wurden die Inhaftierten nun in kleineren Blöcken mit jeweils 500–1000 Mann untergebracht, wodurch sie leichter kontrollierbar waren. Die bisher häufigen kommunistischen Propagandaposter wurden abgebaut.
Am 1. Oktober 1952 wurden 56 chinesische Kriegsgefangene im Lager Cheju erschossen und 120 verwundet, als sie den Jahrestag der Befreiung des Festlandes mit Tanz und Gesang feierten.
Der australische Journalist Wilfred Burchett, zählte, basierend auf offiziellen Angaben und Agenturberichten bis Ende 1952, rund 3000 tote oder verletzte Gefangene.

## Museale Nutzung

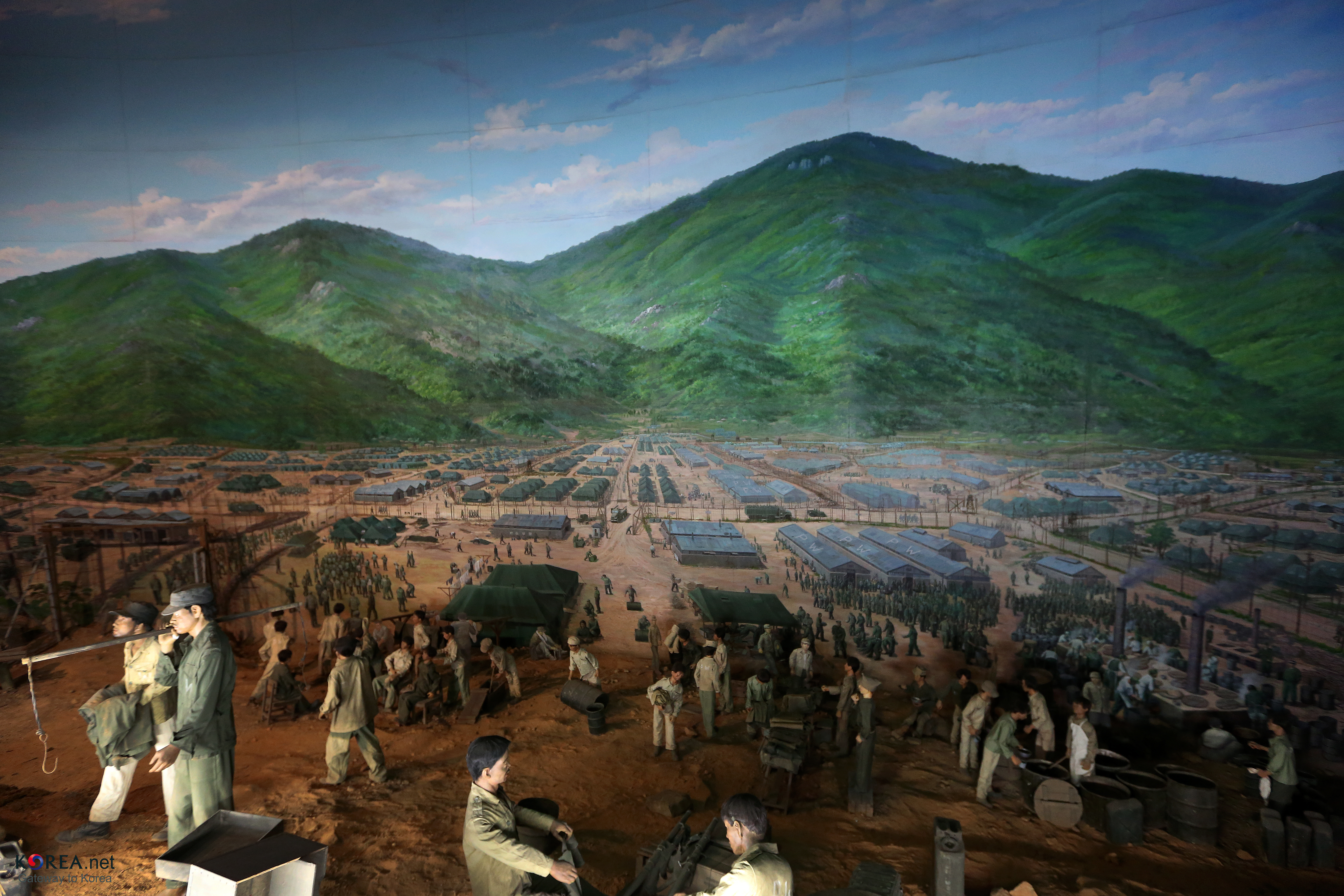
Panoramagemälde im Historic Park

Auf Teilen des Geländes richtete das südkoreanische Kultusministerium einen Museumspark ein, der, propagandistisch geschönt und verharmlosend, die „Lebenswirklichkeit“ der hier gefangen Gehaltenen darstellen soll.

### Archivalien
National Archives and Records Administration, College Park, Maryland
- Office of the Provost Marshal, GHQ Far East Command; Korean Recap, 1. April 1954. RG 554, stack area 290. Records of GHQ, FEC, SCAP and UNC, Office of Provost Marshal, Statistical Reports Relating to Enemy Prisoners of War, 1950–1953, Box 1

Hoover Institution
Papiere des Generals Haydon L. Boatner
IKRK
- Hoffmann, Georg: Rapport confidential concernant l'incident au compound no. 7 de UN POW Branch Camp 3A, Cheju-Do du 1er octobre 1952; B AG 210 056-012 (08/02/1952–13/04/1953)
- Burckhardt, Nicolas; Hoffmann, Georg: Note au CICR relative aux evasions en masse des PG Nordcoréens dits anticommunistes; B AG 210 056-025 (06/01/1953–16/01/1956)

Fotos
Fotoalbum eines amerikanischen Bewachers.